# Svetlana Semionova
Svetlana Semionova –en ruso, Светлана Семёнова– (11 de mayo de 1958) es una deportista soviética que compitió en remo.
Participó en los Juegos Olímpicos de Moscú 1980, obteniendo una medalla de bronce en la prueba de cuatro con timonel. Ganó cuatro medallas en el Campeonato Mundial de Remo entre los años 1979 y 1983.

## Palmarés internacional
| Juegos Olímpicos   | Juegos Olímpicos  | Juegos Olímpicos  | Juegos Olímpicos   |
| Año                | Lugar             | Medalla           | Prueba             |
| ------------------ | ----------------- | ----------------- | ------------------ |
| 1980               | Moscú (URSS)      | Medalla de bronce | Cuatro con timonel |
| Campeonato Mundial |                   |                   |                    |
| Año                | Lugar             | Medalla           | Prueba             |
| 1979               | Bled (Yugoslavia) | Medalla de oro    | Cuatro con timonel |
| 1981               | Múnich (RFA)      | Medalla de oro    | Cuatro con timonel |
| 1982               | Lucerna (Suiza)   | Medalla de oro    | Cuatro con timonel |
| 1983               | Duisburgo (RFA)   | Medalla de bronce | Cuatro con timonel |